# Buchanan (rzeka)
Buchanan – rzeka w Australii, w stanie Australia Zachodnia. Ma około 50 km długości. Wypływa na północny wschód od miejscowości Wagin, uchodzi do rzeki Arthur. Została nazwana w 1835 roku przez geodetę Johna Septimusa Roe na cześć Waltera Buchanana, londyńskiego dżentelmena, który, jak napisał Roe, był ściśle związany z koloniami australijskimi.